# Gorazdowo (Giżycko)
Gorazdowo (deutsch Thiemau) ist ein Ort in der polnischen Woiwodschaft Ermland-Masuren und gehört zur Gmina Giżycko (Landgemeinde Lötzen) im Powiat Giżycki (Kreis Lötzen).

## Geographische Lage
Gorazdowo liegt im nördlichen Osten der Woiwodschaft Ermland-Masuren, acht Kilometer südwestlich der Kreisstadt Giżycko (Lötzen).

## Geschichte
Gegründet wurde das seinerzeit Abbau Thiem genannte damalige Gutsdorf im Jahre 1829. Nach dem 29. Mai 1836 hieß der Ort Thiem-Bogatzewen, danach ab dem 28. Juli 1855 bis 1945 Thiemau.
Der kleine Ort war als Ortschaft innerhalb der Landgemeinde Bogatzewen (1927 bis 1945 Reichensee, polnisch Bogaczewo) gebildet worden, so dass seine Geschichte der der Muttergemeinde entspricht. Sie war Amtsdorf und gehörte zum Kreis Lötzen im Regierungsbezirk Gumbinnen (1905 bis 1945: Regierungsbezirk Allenstein) in der preußischen Provinz Ostpreußen. 77 Einwohner zählte Thiemau im Jahre 1905.
In Kriegsfolge wurde Thiemau 1945 mit dem gesamten südlichen Ostpreußen an Polen überstellt. Seitdem trägt der Ort die polnische Bezeichnung „Gorazdowo“. Er ist heute dem Schulzenamt (polnisch sołectwo) Szczybały Giżyckie (Sczyballen, 1928 bis 1945 Schönballen) eingegliedert, das zum Verbund der Gmina Giżycko (Landgemeinde Lötzen) im Powiat Giżycki (Kreis Lötzen) gehört, vor 1998 der Woiwodschaft Suwałki, seither der Woiwodschaft Ermland-Masuren zugeordnet.

## Religionen
Bis 1945 war Thiemau in die evangelische Kirche Rydzewen (1927 bis 1945 Rotwalde, polnisch Ryzewo) in der  Kirchenprovinz Ostpreußen der Kirche der Altpreußischen Union und in die Katholische Pfarrkirche St. Bruno Lötzen im Bistum Ermland eingepfarrt. Heute gehört Gorazdowo zur katholischen Pfarrkirche Rydzewo im Bistum Ełk (Lyck) der Römisch-katholischen Kirche in Polen bzw. zur evangelischen Pfarrkirche Giżycko in der Diözese Masuren der Evangelisch-Augsburgischen Kirche in Polen.

## Verkehr
Gorazdowo ist verkehrsgünstig mit der polnischen Landesstraße DK 59 (frühere deutsche Reichsstraße 140) und den beiden Woiwodschaftsstraßen DW 592 und DW 643 über eine Nebenstraße verbunden. Eine Bahnanbindung besteht nicht.